# 아라키 다이스케
아라키 다이스케(일본어: 荒木 大輔, 1964년 5월 6일 ~ )는 일본의 전 프로 야구 선수이자 야구 해설가·평론가이먀 현재 홋카이도 닛폰햄 파이터스 1군 투수코치를 맡고 있다.

## 인물

### 프로 입단 전
도쿄도 조후시에서 3형제의 막내로 태어났다. 두 명의 형들과 같이 리틀 야구단에 입단하면서 초등학교 6학년 때 팀내 에이스로서 각종 대회에 연거푸 우승을 이끌었고 세계 대회 준결승전인 푸에르토리코와의 경기에서는 노히트 노런을 달성했다. 중학교 시절 시니어 선수로서 활약하는 한편 와세다 실업고등학교 입학 시험에 합격하여 입학했다.
와세다 실업고등학교의 동급생에는 오자와 노리카즈, 이시이 다케히로, 마쓰모토 다쓰오 등이 있었는데 1학년 때 여름에 있은 고시엔 대회 예선 경기인 도쿄 동부 대회에서는 내야수의 대기 선수로서 엔트리에 들어갔고 팀내 에이스 투수가 갑작스런 부진에 의해 등판하면서 호투했다. 전국 대회에서도 5경기에 등판해 네 차례의 완봉승, 44와 1/3이닝 연속 무실점의 호투로 팀은 결승에 진출했지만 아이코 다케시가 소속된 요코하마 고등학교한테 4대 6으로 패배했다.
이 같은 활약으로 단정한 얼굴형을 가진 외모를 지닐 정도로 여성 팬들로부터 절대적인 인기를 얻는 등 경기 종료 후 선수들을 태운 버스에서 여성 팬들이 대거 몰려와 버스 주변을 에워싸며 한바탕 소동이 일어날 정도로 유명하다. 이 대회에서 와세다 실업고등학교의 실제 수입은 아라키를 에이스 투수로 자리를 잡아 봄과 여름에 걸쳐 5시즌 연속으로 고시엔에 출전했다. ‘다이스케’(大輔)가 신생아의 이름 랭킹 1위에 오르는 등 일명 다이짱 열기(大ちゃんフィーバー)라는 사회적 현상이 일어나기도 했다. 1980년 9월에 태어난 마쓰자카 다이스케의 어머니도 아라키 다이스케의 열성팬으로 알려져 있어 그의 아들을 ‘다이스케’라고 명명했다는 에피소드가 있었다.
1982년 여름에 열린 고시엔 대회의 준준결승전에서는 하타야마 히토시, 미즈노 가쓰히토 등이 소속된 도쿠시마 현립 이케다 고등학교와 대결하였지만 선발 투수인 아라키와 구원 투수인 이시이가 모두 부진하면서 2대 14로 크게 패했다. 학년을 늘릴 때마다 고시엔 대회에서 성적이 저하했던 것에 대해 아라키는 “1학년 때에는 힘이 없었기 때문에 타자의 손놀림에서 성장하지 못하고 자연스럽게 가라앉은 공이 3학년 때는 그대로 성장해 타자에게 있어서의 치기 좋은 무렵이 되었다”라고 분석했다.

### 프로 입단 후
1982년 가을에 열린 프로 야구 드래프트 회의에서는 야쿠르트 스왈로스와 요미우리 자이언츠가 1순위로 지명하면서 추첨 결과 야쿠르트가 교섭권을 획득했다. 애초에는 와세다 대학에 진학하는 것을 목표로 하고 있었지만 야쿠르트 구단의 설득으로 입단했다. 등번호는 11번.
야쿠르트에 입단한 이후에도 절대적인 인기를 얻으면서 아라키를 둘러싸는 팬들의 혼란을 피하기 위해 홈구장인 메이지 진구 야구장의 클럽 하우스와 구장을 연결하는 지하도가 만들어졌다. 이것은 일명 ‘아라키 터널’(荒木トンネル)이라고 불리는 등 지금도 야쿠르트의 선수가 구장으로 향할 때에 사용하는 경우가 있다.
프로 3년차인 1985년 후반부터 선발 로테이션 들어가 1986년에는 개막전 선발 투수를 맡았다. 올스타전 팬 투표 1위로 선정된 같은 해 올스타전에서는 제1차전에 선발 등판해 타자 10명과 상대하면서 1안타 무실점으로 호투했다. 이듬해인 1987년에는 전년도와 마찬가지로 개막전 선발 투수로 등판한 것 외에도 시즌 10승을 올리는 등 야쿠르트의 중심 투수로서 활약했지만 다음해인 1988년 시즌 중반에 팔꿈치 통증을 호소하면서 8월 27일경 미국에서 프랭크 조브 박사에 의한 수술을 받았다. 다음 해에는 재수술을 받았고 1991년에는 추간판 탈출증 수술도 받았다. 1992년 9월 24일에는 1541일 만에 1군으로 복귀하면서 팀도 14년 만의 센트럴 리그 우승을 석권했다.
1993년 시즌에는 규정 투구 횟수에 채우지는 못했지만 총 101회를 던져 3.92의 평균 자책점과 8승(4패)의 성적을 남겼다. 같은 해 일본 시리즈에서는 1차전에서 선발 승리를 거두어 팀은 일본 시리즈 우승을 제패했다. 1994년에는 후반기부터 선발 로테이션에서 제외돼 이듬해인 1995년에는 단 한 번도 1군에 등판하는 일도 없이 그대로 시즌을 마감했다. 같은 해 시즌 종료 후 야쿠르트 시절의 선배인 오야 아키히코가 감독으로 취임한 요코하마 베이스타스에 무상 트레이드되었지만 이듬해 1996년 시즌에는 2패를 기록하는 것에만 그치는 등 뚜렷한 성적을 남길 수 없었다. ‘5승 가능한 선발 투수이지만 10패의 각오가 필요’라고 칭해지면서 1996년 시즌 종료 후 현역 생활을 은퇴했다.
구와타 마스미와 함께 잘 갖춰진 폼으로 컨트롤을 좋게 던지는 정통파 투수라고 평가되었다. 그러나 한편으로는 부상이나 부진에 의해 선수 생명이 짧았기 때문에 요미우리가 아라키의 낙첨 1순위로 획득한 사이토 마사키와 비교되는 경우가 많다.

### 그 후
그 후 TV 아사히, 닛칸 스포츠의 야구 해설위원으로 발탁해 평론가로 활동했고, 이후 미국으로 건너가 메이저 리그 클리블랜드 인디언스 더블A의 애크런 에어로스의 연수 코치로 활동했다. 귀국 후에는 NHK와 닛칸 스포츠 야구 해설가로 맡았다. 2004년에는 세이부 라이온스의 투수 코치로 부임했지만 2007년 시즌에는 성적 부진의 책임을 물어 이토 쓰토무 감독과 함께 사임했다. 이듬해 2008년에는 현역 시절 친정팀인 야쿠르트에 투수 코치로 복귀했고 2011년부터는 수석 코치로 겸임했다. 2013년부터 투수 코치를 맡았지만 구원진의 평균 자책점이 리그 최하위, 팀 평균 자책점은 3년 연속 리그 5위로 침체를 겪는 등 팀이 최하위로 떨어지는 원인이 됐다. 그 해 10월 9일 구단으로부터 계약 만료에 의해서 퇴단했다.
야쿠르트 퇴단 후인 2014년부터는 NHK·BS의 메이저 리그 중계 해설을 담당했고 산케이 스포츠의 평론가도 맡았다. 2016년부터 2017년까지 NHK의 프로 야구 해설자를 맡았다. 2017년 10월 23일, 건강상의 이유로 그해 마지막으로 물러난 다나카 유키오의 후임으로 2018년 시즌부터 홋카이도 닛폰햄 파이터스의 2군 감독으로 발탁됐다.

## 상세 정보

### 출신 학교
- 와세다 실업고등학교

### 선수 경력
- 야쿠르트 스왈로스(1983년 ~ 1995년)
- 요코하마 베이스타스(1996년)

### 지도자·기타 경력
- 세이부 라이온스 1군 투수 코치(2004년 ~ 2007년)
- 도쿄 야쿠르트 스왈로스 1군 투수 코치(2008년 ~ 2013년)
- 홋카이도 닛폰햄 파이터스 2군 감독(2018년)
- 홋카이도 닛폰햄 파이터스 2군 감독 겸 투수코치(2019년 ~ 2020년)
- 홋카이도 닛폰햄 파이터스 1군 투수 코치(2021년 ~ )

※그 외에도 TV 아사히, 닛칸 스포츠, NHK 등 야구 평론가로 활동.

### 개인 기록

#### 첫 기록
- 첫 등판 : 1983년 4월 26일, 대 히로시마 도요 카프 1차전(메이지 진구 야구장), 8회초에 4번째 투수로서 구원 등판·마무리, 2이닝 2실점
- 첫 탈삼진 : 상동, 8회초에 기누가사 사치오로부터
- 첫 선발·첫 승리 : 1983년 5월 19일, 대 한신 타이거스 6차전(메이지 진구 야구장), 5이닝 무실점
- 첫 완투 승리 : 1985년 8월 9일, 대 요미우리 자이언츠 18차전(고라쿠엔 구장), 9이닝 3실점
- 첫 완봉 승리 : 1985년 9월 26일, 대 요미우리 자이언츠 25차전(고라쿠엔 구장)
- 첫 세이브 : 1986년 5월 21일, 대 한신 타이거스 9차전(한신 고시엔 구장), 8회말에 3번째 투수로서 구원 등판·마무리, 2이닝 무실점

#### 기타
- 올스타전 출장 : 1회(1986년)

### 등번호
- 11(1983년 ~ 1995년)
- 47(1996년)
- 75(2004년 ~ 2007년)
- 72(2008년 ~ 2013년)
- 85(2018년 ~ )

### 연도별 투수 성적
| 연 도       | 소 속       | 등 판 | 선 발 | 완 투 | 완 봉 | 무 4 구 | 승 리 | 패 전 | 세 이 브 | 홀 드 | 승 률 | 타 자 | 이 닝 | 피 안 타 | 피 홈 런 | 볼 넷 | 고 4 | 몸 맞 | 탈 삼 진 | 폭 투 | 보 크 | 실 점 | 자 책 점 | 평 자 책 | W H I P |
| ----------- | ----------- | ----- | ----- | ----- | ----- | ------- | ----- | ----- | -------- | ----- | ----- | ----- | ----- | -------- | -------- | ----- | ---- | ----- | -------- | ----- | ----- | ----- | -------- | -------- | ------- |
| 1983년      | 야쿠르트    | 15    | 4     | 0     | 0     | 0       | 1     | 0     | 0        | --    | 1.000 | 137   | 28.2  | 32       | 4        | 19    | 1    | 1     | 14       | 2     | 0     | 20    | 19       | 5.97     | 1.78    |
| 1984년      | 야쿠르트    | 22    | 7     | 0     | 0     | 0       | 0     | 5     | 0        | --    | .000  | 245   | 52.2  | 64       | 14       | 22    | 2    | 4     | 27       | 3     | 1     | 43    | 42       | 7.18     | 1.63    |
| 1985년      | 야쿠르트    | 19    | 16    | 4     | 1     | 0       | 6     | 7     | 0        | --    | .462  | 466   | 108.2 | 104      | 18       | 35    | 2    | 5     | 47       | 2     | 0     | 57    | 52       | 4.31     | 1.28    |
| 1986년      | 야쿠르트    | 32    | 22    | 6     | 1     | 0       | 8     | 13    | 2        | --    | .381  | 668   | 157.2 | 176      | 16       | 41    | 4    | 2     | 83       | 3     | 1     | 89    | 80       | 4.57     | 1.38    |
| 1987년      | 야쿠르트    | 31    | 25    | 5     | 0     | 1       | 10    | 9     | 0        | --    | .526  | 641   | 151.0 | 168      | 29       | 32    | 3    | 4     | 72       | 6     | 0     | 90    | 85       | 5.07     | 1.32    |
| 1988년      | 야쿠르트    | 12    | 8     | 3     | 0     | 0       | 3     | 3     | 0        | --    | .500  | 231   | 55.2  | 50       | 13       | 9     | 1    | 2     | 21       | 2     | 0     | 31    | 27       | 4.37     | 1.06    |
| 1992년      | 야쿠르트    | 4     | 2     | 0     | 0     | 0       | 2     | 0     | 0        | --    | 1.000 | 47    | 13.0  | 8        | 0        | 4     | 0    | 0     | 9        | 0     | 0     | 1     | 1        | 0.69     | 0.92    |
| 1993년      | 야쿠르트    | 21    | 17    | 2     | 1     | 0       | 8     | 4     | 0        | --    | .667  | 427   | 101.0 | 114      | 20       | 22    | 3    | 2     | 56       | 1     | 0     | 44    | 44       | 3.92     | 1.35    |
| 1994년      | 야쿠르트    | 19    | 11    | 1     | 0     | 0       | 1     | 6     | 0        | --    | .143  | 323   | 74.1  | 87       | 11       | 16    | 2    | 1     | 24       | 2     | 0     | 43    | 42       | 5.09     | 1.39    |
| 1996년      | 요코하마    | 5     | 4     | 0     | 0     | 0       | 0     | 2     | 0        | --    | .000  | 54    | 12.2  | 15       | 5        | 4     | 0    | 0     | 6        | 0     | 0     | 11    | 11       | 7.82     | 1.50    |
| 통산 : 10년 | 통산 : 10년 | 180   | 116   | 21    | 3     | 1       | 39    | 49    | 2        | --    | .443  | 3239  | 755.1 | 818      | 130      | 204   | 18   | 21    | 359      | 21    | 2     | 429   | 403      | 4.80     | 1.35    |

- 굵은 글씨는 시즌 최고 성적.